# 小行星2182
小行星2182（2182 Semirot）是一颗围绕太阳公转的小行星。1953年3月21日，印第安纳大学在摩根县发现了此天体。
該小行星以法國天文學家皮埃爾·塞米羅（Pierre Sémirot）命名。
这颗小行星的绝对星等为201.5547683788783等。